# Wheelhouse

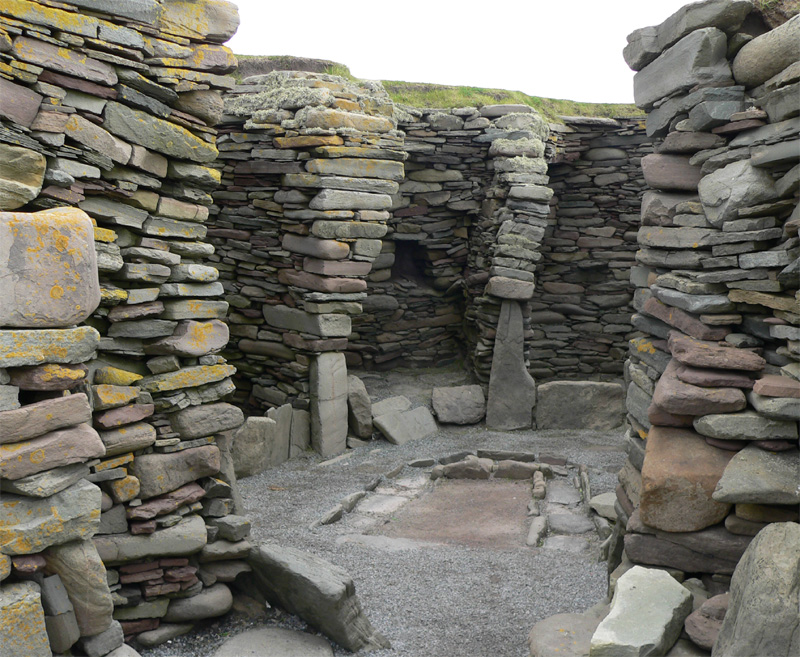
Binnenzijde van een wheelhouse in Jarlshof. Het breder worden van de muur naar boventoe is zichtbaar.

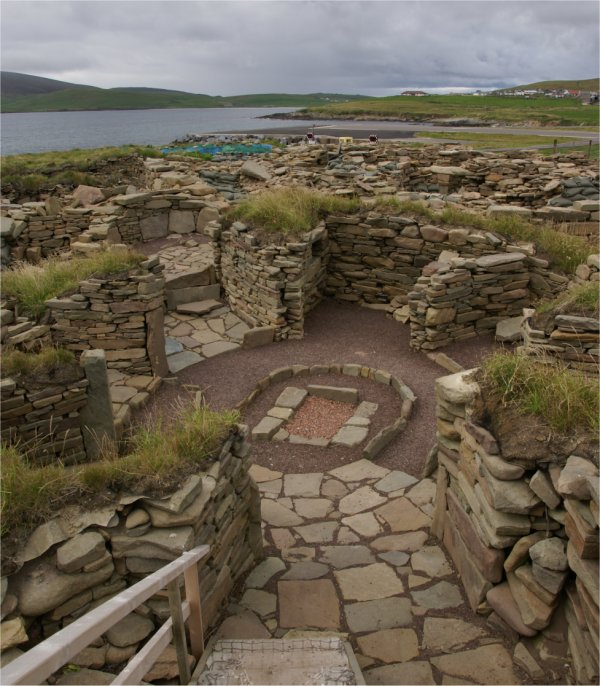
De binnenzijde van een Wheelhouse in Old Scatness.

Een wheelhouse is een rond, stenen gebouw uit de IJzertijd. Deze gebouwen zijn voornamelijk te vinden op de Shetlandeilanden en de Hebriden. Opvallend is dat ze niet te vinden zijn op de Orkney-eilanden.
De wheelhouses vormen een aparte categorie binnen de Atlantic roundhouses. Ze zijn te herkennen aan meerdere muren binnenin het gebouw, die haaks op de ronde buitenmuur staan. Op een plattegrond zien deze muren eruit als de spaken van een wiel. In het centrum van het gebouw komen de muren niet samen, waardoor er een open ruimte ontstaat. De binnenmuren zijn langs de buitenmuur breder dan in het centrum van het gebouw. Ook worden ze naar boventoe steeds breder, waardoor er een soort gewelf ontstaat. Het voordeel van een dergelijke constructie is dat balken die gebruikt werden bij het maken van het dak minder lang hoefden te zijn en dat het dak stabieler werd. De diameter van wheelhouses varieert van 4 tot 12 meter.

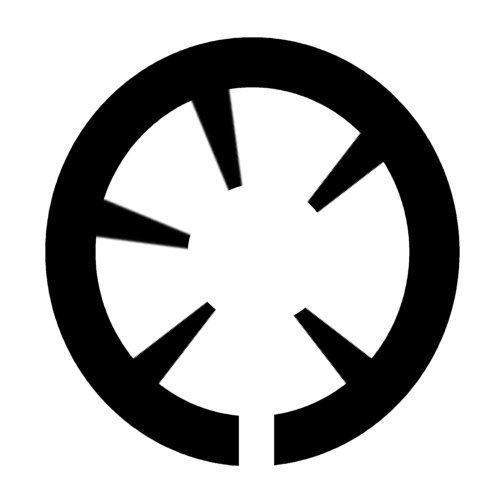
Schematische plattegrond van een wheelhouse.

Het onderscheid tussen een wheelhouse en een aisled roundhouse, is dat in de laatste de binnenste muren vrij staan van de buitenmuur. Het is dus mogelijk om in een aisled roundhouse binnenin langs de buitenmuur rond te lopen. Het komt wel voor dat aisled roundhouses in latere tijd zijn omgebouwd tot een wheelhouse. Ook brochs, een andere categorie binnen de Atlantic roundhouses, zijn soms omgebouwd tot wheelhouses, zoals bijvoorbeeld bij Clickimin Broch.
De eerste wheelhouses stammen uit de periode van rondom de jaartelling. De meeste wheelhouses op de Shetlandeilanden stammen echter uit de tijd van de Picten en zijn daar dus van recentere datum dan de aisled roundhouses en de brochs.